# Air Force Two

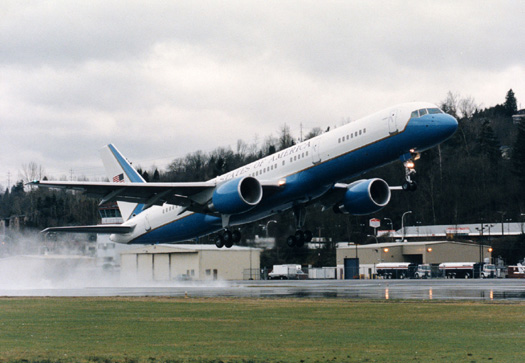
Boeing C-32 (757-200)

Air Force Two – kryptonim nadawany każdemu samolotowi amerykańskich sił powietrznych, na którego pokładzie znajduje się urzędujący wiceprezydent Stanów Zjednoczonych.
Siły powietrzne Stanów Zjednoczonych (USAF) posiadają samoloty Boeing C-40 Clipper (przebudowana wersja 737) oraz C-32 (przebudowana wersja 757).
Wiceprezydent często, np. by dostać się ze swojej siedziby na lotnisko, używa innych środków transportu lotniczego, np. śmigłowca Korpusu Piechoty Morskiej Stanów Zjednoczonych (US Marines). Nosi on wówczas kryptonim Marine Two. 
Analogicznie samolot armii amerykańskiej określa się kryptonimem Army Two, samolot marynarki wojennej Navy Two, a samolot cywilny Executive Two.
Wystrój wnętrza samolotu jest całkowicie zmieniony i przystosowany do spełniania potrzeb rządu. Są tutaj luksusowe sypialnie, gabinety. Każda z maszyn jest wyposażona w sprzęt komunikacyjny, ma własne centrale telefoniczne, może także spełniać rolę latającego centrum dowodzenia na wypadek zmasowanego ataku atomowego. Jest także miejsce dla części personelu Białego Domu i dla przedstawicieli mediów.